# اولنا بیلوزرسکا
اولنا بیلوزرسکا (به اوکراینی: Олена Білозерська) یک تک‌تیرانداز و روزنامه‌نگار اوکراینی است. او در نیروهای مسلح اوکراین و در گردان‌های داوطلب اوکراینی در طول جنگ روسیه و اوکراین خدمت کرد.

## زندگی‌نامه
بیلوزرسکا قبل از خدمت سربازی شاعر و روزنامه‌نگار بود. در سال ۲۰۱۱، آپارتمان او توسط مقامات اوکراینی تفتیش شد و دستگاه‌های الکترونیکی وی ضبط شد. این جستجو توسط گروه‌های حقوق بشر به عنوان نقض آزادی مطبوعات محکوم شد، زیرا بیلوزرسکا متهم به جرم نبود.
بیلوزرسکا برای خرید تفنگ خود به مدت دو سال پول پس‌انداز کرد، و در پیش‌بینی درگیری نظامی با روسیه توسط شوهرش به او آموزش تیراندازی دید. او حرفهٔ نظامی خود را به‌عنوان یک تک‌تیرانداز داوطلب آغاز کرد، سال ۲۰۱۵ تا ۲۰۱۴ در سپاه داوطلب اوکراین خدمت کرد. او برای اولین بار در دنیپرو، اوکراین، مدت کوتاهی پس از شروع جنگ روسیه و اوکراین در آوریل ۲۰۱۴ مستقر شد
بیلوزرسکا در جنبش برای اجازه دادن به زنان برای ثبت نام رسمی در ارتش اوکراین شرکت داشت که در سال ۲۰۱۶ قانونی شد. او از سال ۲۰۱۶ تا ۲۰۱۷ در ارتش داوطلب اوکراین خدمت کرد. او به‌طور رسمی در سال ۲۰۱۸ به عنوان افسر به نیروهای مسلح اوکراین پیوست، و به مدت دو سال به‌عنوان فرماندهٔ یک جوخهٔ توپخانه در دونتسک خدمت کرد.
بیلوزرسکا در مستند اوکراینی گردان نامرئی، نمایش داده شد که توجه ملی را به سربازان زن جلب کرد. او گزارش خود را از جنگ روسیه و اوکراین، خاطرات یک سرباز غیرقانونی، در سال ۲۰۲۰ منتشر کرد شهرت بیلوزرسکا او را به هدف مشترک تیپ‌های وب روسی تبدیل کرده‌است، و دولت روسیه در موارد متعدد مرگ او را به دروغ اعلام کرده‌است.